# Cyberattaques de 2007 en Estonie
Les cyberattaques de 2007 en Estonie sont une série de cyberattaques qui ont débuté le 27 avril 2007 et qui visaient les sites web d'organisations estoniennes, tels que le Parlement estonien, les banques, les ministères, les journaux et les diffuseurs. Ces cyberattaques ont fait suite à des désaccords du pays avec la Russie, en ce qui concerne le déplacement du Soldat de bronze, une statue d'un soldat en uniforme soviétique située dans un cimetière militaire à Tallinn,. La plupart de ces attaques qui ont eu une influence sur le public sont des attaques par déni de service distribuées, qui vont d'une seule personne utilisant des méthodes variées comme le ping flood aux locations coûteuses de botnets qui sont généralement utilisées pour du spam.
Certains observateurs croient que cet assaut contre l'Estonie est un sujet sans précédent. Ce cas a été étudié de manière intensive par plusieurs pays et des planificateurs militaires, car il pouvait s'agir à ce moment de la plus grande cyberguerre depuis Titan Rain.
En janvier 2008, une première personne, un Estonien d'origine russe, a été accusée et condamnée pour avoir « provoqué une cyberguerre » contre l'Estonie.
Cet événement a amené la création en mai 2008 du Centre d'excellence de cyberdéfense coopérative de l'OTAN, établi à Tallinn.